# Випрачитти
Випрачитти — в индуистской мифологии — данава, сын Кашьяпы и Дану. Согласно Махабхарате, стал царём данавов после убийства его брата Пуломана Индрой. Випрачитти женится на Симхике, сестре Хираньякашипу и дочери Дити.
У был сын, которого звали Сварбхану. Рассказывается, что его армия некогда победила дэвов. После пахтания океана Сварбхану был разделён на Раху и Кету богом Вишну.

## Воплощение
Випрачитти воплотился как Джарасандха согласно Махабхарате.